# Psyche (revue)
Mystice a okultismu věnovanou revue Psyche vydával v Praze v letech 1924–1942 Karel Weinfurter. Obsahově ji plnil vesměs svými články a překlady, psal sem i pod pseudonymy Jan z Kříže, Sagittarius či Onlooker. (Vedle toho vydával své vlastní spisy a překlady v Edici Psyche.) Revue působila i jako tiskový orgán spolku podobného jména Psyché. Po válce ji v letech 1947–1948 (v roce 1946 vyšlo pět čísel Věstníku Psyche) vedl Weinfurterův žák Otakar Čapek, který převzal i vedení spolku. 
Po pádu komunismu vydávalo Nakladatelství Psyché časopis snažící o navázaní na revue Psyché.